# 藤原師成
藤原 師成（ふじわら の もろなり）は、平安時代中期から後期にかけての公卿。藤原北家小一条流、権中納言・藤原通任の長男。官位は正二位・参議。

## 経歴
後一条朝の寛仁5年（1021年）叙爵（従五位下）し、美濃権守に任官する。万寿元年（1024年）侍従に遷ると、右兵衛佐を経て、万寿5年（1028年）従五位上・左近衛少将に叙任された。長元4年（1031年）正五位下に昇叙されるが、長元6年（1033年）従四位下に叙せられて、少将を解かれたとみられる。
その後しばらく任官状況ははっきりしないが、後朱雀朝に入ると長暦2年（1038年）従四位上、長久2年（1041年）正四位下と昇進し、長久3年（1042年）兵部権大輔に任ぜられている。
寛徳2年（1045年）後冷泉天皇が践祚すると、師成は備中守に遷り、天喜4年（1056年）丹後守、康平5年（1062年）近江守と後冷泉朝では受領を歴任。康平6年（1063年）2月に太宰大弐に任ぜられると、同年7月に従三位の叙位を受けて公卿に列し、8月には九州への赴任を賞されて正三位に昇叙されている。
治暦3年（1067年）まで大弐を務め、翌治暦4年（1068年）正月に成功により従二位に叙せられる。同年4月に後冷泉天皇が重態に陥る中で藤原歓子が皇后に冊立されると、師成は皇后宮権大夫に任ぜられた。
後三条朝では昇進の機会がなかったが、白河朝に入ると延久5年（1073年）正二位、承保2年（1075年）参議に叙任されている。
承暦4年（1080年）10月に官職を辞し官界から退く。永保元年（1081年）7月28日に腰の熱物に対して灸治を行っているが、治療の甲斐なく8月5日に出家し、9月1日薨去。享年73。

## 官歴
注記のないものは『公卿補任』による。
- 寛仁5年（1021年） 正月7日：従五位下（皇后宮御給）。正月?：美濃権守[2]
- 万寿元年（1024年） 10月17日：侍従
- 万寿3年（1026年） 11月27日：右兵衛佐
- 万寿5年（1028年） 2月19日：従五位上（佐労）、左近衛少将
- 長元2年（1029年） 正月24日：兼伊予権介
- 長元4年（1031年） 2月17日：兼加賀権守（受領、小一條院分）[3]。11月19日：正五位下（少将労、朔旦）
- 長元6年（1033年） 正月7日：従四位下（少将労）、止少将?[4]
- 長暦2年（1038年） 正月20日：従四位上（加賀治国）
- 長久2年（1041年） 12月19日：正四位下（行幸内大臣二條家家賞）
- 長久3年（1042年） 10月27日：兵部権大輔
- 寛徳2年（1045年） 4月26日：備中守（任中公文一）[5]
- 永承4年（1049年） 2月5日：去守
- 天喜4年（1056年） 10月29日：丹後守
- 康平3年（1060年） 2月25日：去守
- 康平5年（1062年） 正月30日：近江守（丹後功）
- 康平6年（1063年） 2月27日：太宰大弐。7月26日：従三位（永承大嘗会主基）。8月19日：正三位（赴任賞）
- 治暦3年（1067年） 2月12日：辞大弐
- 治暦4年（1068年） 正月7日：従二位（造天台御願実相院賞）。4月17日：皇后宮権大夫（皇后・藤原歓子）
- 延久5年（1073年） 4月30日：正二位（行幸院賞、関白譲）
- 承保2年（1075年） 12月15日：参議、皇太后宮権大夫如元
- 承暦元年（1077年） 日付不詳：見兼近江権守
- 承暦4年（1080年） 10月：致仕
- 永保元年（1081年） 8月5日：出家。9月1日：薨去

## 系譜
『尊卑分脈』による。
- 父：藤原通任
- 母：藤原永頼の娘
- 妻：藤原定成の娘
  - 長男：藤原師季（1059年 - 1120年）
- 生母不明の子女
  - 男子：済尋（? - 1095年）
  - 男子：成耀